# Westworld (film)
Westworld is een Amerikaanse sciencefictionfilm uit 1973, geschreven en geregisseerd door Michael Crichton met in de hoofdrollen Yul Brynner, Richard Benjamin en James Brolin.
De film was zeer succesvol in de bioscoop en kreeg een vervolg met de film Futureworld (1976), de televisieserie Beyond Westworld (1980) en de HBO-reeks Westworld (2016).

## Verhaal
In de nabije toekomst (1983) is er een nieuw themapark ontwikkeld, Delos. Bezoekers die 1000 dollar per dag betalen kunnen een vakantie boeken in een van de drie werelden van Delos: Romanworld, Medievalworld en Westworld. In Romanworld wordt het Romeinse Rijk met al zijn decadentie opgevoerd. Bezoekers kunnen deelnemen aan uitgebreide orgiën in een perfect nagebouwde Romeinse stad. Toeristen die meer belangstelling hebben voor zwaardgevechten en vrijpartijen met ondeugende jonkvrouwen en ridders gaan naar het kasteel in Medievalworld, terwijl de liefhebbers van het Wilde Westen, revolverduels en saloongevechten boeken voor Westworld. De 'bevolking' van de drie werelden wordt gevormd door geavanceerde humanoïde robots, waar naar believen mee gevochten en gevreeën kan worden en die zelfs mogen worden gedood.
Twee vrienden, de ietwat voorzichtige Peter Martin en de lefgozer John Blane, hebben geboekt voor Westworld. In de ontvangstruimte van Delos worden ze uitgerust met cowboykleding en echte revolvers. Een postkoets voert hen met een aantal andere toeristen naar een stadje in het Amerikaanse westen van 1875. Het controlecentrum van Delos zorgt ervoor dat de toeristen goed aan hun trekken komen. Martin en Blane worden om die reden regelmatig geprovoceerd door een indrukwekkende ‘gunslinger’, een in het zwart geklede cowboyrobot. De revolvers die de toeristen en robots dragen zijn zo afgesteld dat ze alleen iemand kunnen raken die geen lichaamswarmte uitstraalt. Dit betekent dat de ‘gunslingerrobot’ regelmatig door Martin en Blane wordt neergeschoten. Beide mannen beleven de vakantie van hun leven. Er zijn bargevechten, bankovervallen en gewillige vrouwen (ook robots).
Dan gaat er iets mis in het paradijs. Letterlijk, want een ratelslangrobot bijt Blane. Iets wat niet mag gebeuren in Delos. Een geheimzinnige computerstoring in het controlecentrum laat de robots doldraaien. De toeristen zijn niet langer veilig en worden massaal om het leven gebracht door de robots. Martin en Blane die ’s morgens terugkeren na een uitputtende nacht in de saloon zijn zich niet bewust van de computerstoring. Als de ‘gunslingerrobot’ hen opwacht, denkt Blane dat hij weer zal triomferen in een duel. Voor de ogen van de geschokte Martin wordt hij echter doodgeschoten. Martin vlucht weg en de robot volgt hem dwars door alle werelden van Delos. Uiteindelijk weet Martin zijn tegenstander uit te schakelen, maar als hij uitgeput neerzakt, blijkt hij de enige overlevende van het pretpark.

## Rolverdeling
| Acteur             | Personage                    |
| ------------------ | ---------------------------- |
| Yul Brynner        | The Gunslinger               |
| Richard Benjamin   | Peter Martin                 |
| James Brolin       | John Blane                   |
| Norman Bartold     | Medieval Knight              |
| Alan Oppenheimer   | Chief Supervisor             |
| Victoria Shaw      | Medieval Queen               |
| Dick Van Patten    | Banker                       |
| Linda Gaye Scott   | Arlette                      |
| Steve Franken      | Technicus in woestijn        |
| Michael T. Mikler  | Zwarte ridder                |
| Terry Wilson       | Sheriff                      |
| Majel Barrett      | Miss Carrie                  |
| Anne Randall       | Daphne, dienstmeisje         |
| Julie Marcus       | Meisje in grot               |
| Sharyn Wynters     | Apachemeisje                 |
| Anne Bellamy       | Vrouw v. middelbare leeftijd |
| Chris Holter       | Stewardess                   |
| Charles Seel       | Bellhop                      |
| Wade Crosby        | Kellner                      |
| Nora Marlowe       | Hostess                      |
| Lin Henson         | Ticket Girl                  |
| Orville Sherman    | Supervisor                   |
| Lauren Gilbert     | Supervisor                   |
| C. Lindsay Workman | Supervisor                   |
| Davis Roberts      | Supervisor                   |
| Howard Platt       | Supervisor                   |
| Richard Roat       | Technicus                    |
| Kenneth Washington | Technicus                    |
| Jared Martin       | Technicus                    |
| Robert Patten      | Technicus                    |
| David M. Frank     | Technicus                    |
| Kip King           | Technicus                    |
| David Man          | Technicus                    |
| Larry Delaney      | Technicus                    |
| Will J. White      | Arbeider                     |
| Ben Young          | Arbeider                     |
| Tom Falk           | Arbeider                     |

## Achtergrond
Het verhaal gaat dat Crichton geïnspireerd raakte toen hij de attractie Pirates of the Caribbean in Disneyland bezocht en zich afvroeg wat er zou gebeuren als de animatronics zich tegen het publiek zouden keren. Hij had al meerdere boeken geschreven maar besloot dat dit verhaal beter tot een film verwerkt kon worden. Crichton had vervolgens moeite om een filmproducent te vinden. Mogelijk omdat het sciencefictiongenre in die tijd niet meer zo populair was.
Westworld was de eerste regiepoging van Michael Crichton. Zijn onervarenheid is misschien de reden dat Westworld hier en daar wat plotgaten heeft. Zo is het bijvoorbeeld vreemd dat de pistolen die aanvankelijk niet kunnen reageren op lichaamswarmte dat plotseling wel kunnen als de robots doldraaien. Ook wordt niet uitgelegd hoe de toeristen in Medievalworld zijn beveiligd tegen een dodelijke stoot van een slagzwaard. Maar ondanks deze foutjes is Westworld een onderhoudende SF-horrorklassieker die inspeelt op het kind in de volwassen mens. Wie wil er niet door het Wilde Westen rijden en banken overvallen of juist de sheriff spelen? Crichton zou het SF-themapark overigens nog eens van stal halen met Jurassic Park, al zijn de dinosauriërs in deze film beslist geen robots.
Er zitten flink wat knipogen in deze film, zo is de ‘gunslingerrobot’ vertolkt door Yul Brynner qua uiterlijk en kleding een kopie van de rol van ‘gunslinger’ die Brynner speelde in The Magnificent Seven en de robot die qua uiterlijk op de mens lijkt kwamen we ook al tegen in Metropolis van Fritz Lang. De robots worden uiteraard gespeeld door acteurs, maar Crichton slaagde erin om zijn ‘robots’ toch zo op te voeren dat je ziet dat het geen echte mensen zijn. Ze bewegen anders en in sommige scènes zie je dat de robot zichzelf tijdelijk uitschakelt.
In de film wordt uitgelegd dat de software van de nieuwste robots ook weer door software geprogrammeerd is. De betrokken technici vertellen dat ze ook niet helemaal snappen hoe deze nieuwe robots werken. Waarom de robots aan het moorden slaan wordt niet uitgelegd. Het is een computervirus maar in 1973 had de computerwereld nog weinig ervaring met computervirussen. Het is dan ook onduidelijk om welke reden de computers in het controlecentrum op hol slaan. Of de robots fouten zijn gaan maken of juist bewustzijn hebben gekregen wordt niet duidelijk. Wel lijkt het erop dat Crichton hiermee een oud SF-thema nieuw leven in blaast, het Frankensteincomplex, de computer of robot die in opstand komt tegen zijn schepper.
De film gaat echter niet alleen over de gevaren van kunstmatige intelligentie of technologie die een eigen leven gaat leiden maar gaat ook over de hebzucht van de eigenaren van het themapark die besluiten om het park open te houden ondanks dat ze zich de gevaren realiseren. Toen Crichton op de reacties lette van het testpubliek vond hij dat de film niet goed begrepen werd. Het publiek lachte volgens hem op de verkeerde momenten en ze vonden de verkeerde scènes spannend.
Westworld was de eerste speelfilm waarin door de computer gemaakte beelden in 2D (CGI) werden gebruikt, in de scènes die vanuit het perspectief van de cowboyrobot zijn gemaakt. Crichton zou later het boek Jurassic Park schrijven, dat wederom over een themapark gaat waar de attractie, in dit geval dinosauriërs zich tegen de bezoekers keren.

## Langere versie
In 1976 werd een iets langere versie van de Westworld uitgezonden door NBC. Het meest opvallende verschil is dat de hovercraft waarmee de hoofdpersonen door de woestijn naar Westworld vliegen te zien is. In de oorspronkelijke film is alleen het interieur te zien. Dit komt doordat de special effects die nodig waren voor de scène nog niet af waren toen de film al klaar moest zijn voor de bioscoop. Andere belangrijke verschillen zijn:
- De scène waarin de gevaren van het virus worden besproken door de technici die in de televisieversie langer is
- Een scène waarbij een van de gasten door de robots gemarteld wordt in Medievalworld werd toegevoegd
- De achtervolging tussen Martin en de revolverheld is langer

Verder zijn er extra dialogen toegevoegd. Deze scènes waren weggelaten in de bioscoopversie door Crighton, mogelijk omdat hij vond dat de film te langdradig was.

## Nominaties en prijzen
1975 Academy of Science Fiction, Fantasy & Horror Films, USA
Genomineerd: Golden Scroll voor "Best Science Fiction Film"
1974 Hugo Awards
Genomineerd: Hugo Award voor "Best Dramatic Presentation"
1974 Nebula Award
Genomineerd: "Best Dramatic Presentation" Michael Crichton